# Mieczysław Zaleski
Mieczysław Zaleski (ur. 3 grudnia 1865 w Horyńcu, zm. 19 lutego 1941 w Krakowie) – tytularny marszałek polny porucznik cesarskiej i królewskiej Armii.

## Życiorys
Urodził się w Horyńcu, w ówczesnym powiecie cieszanowskim Królestwa Galicji i Lodomerii, w rodzinie urzędnika sądowego. W 1885 ukończył z wynikiem celującym naukę w Wojskowej Akademii Technicznej w Wiedniu. Na stopień podporucznika został mianowany ze starszeństwem z 1 września 1885. Został wcielony do 1 Pułku Inżynieryjnego w Ołomuńcu. Na stopień porucznika został mianowany ze starszeństwem z 1 listopada 1888. W tym samym roku został słuchaczem Szkoły Wojennej w Wiedniu. W 1890, po ukończeniu studiów, otrzymał tytuł oficera przydzielonego do Sztabu Generalnego i został skierowany do Komendy 30 Dywizji Piechoty we Lwowie na stanowisko oficera sztabu. W czasie studiów oraz służby sztabowej pozostawał oficerem nadetatowym 1 Pułku Inżynieryjnego. W 1892 został przydzielony do Komendy 11 Korpusu we Lwowie, a następnie przeniesiony do Biura Topograficznego Sztabu Generalnego w Wiedniu. Na stopień kapitana został mianowany ze starszeństwem z 1 listopada 1893. W 1896 został przeniesiony do Komendy 10 Korpusu w Przemyślu. Na przełomie 1898 i 1899 został odkomenderowany do Galicyjskiego Pułku Piechoty Nr 15 we Lwowie na stanowisko komendanta kompanii.
W 1899 został wyznaczony na stanowisko szefa sztabu 30 Dywizji Piechoty we Lwowie. 1 maja 1904 awansował na podpułkownika. W 1905 został przeniesiony do Galicyjskiego Pułku Piechoty Nr 56 w Krakowie na stanowisko komendanta 4. batalionu. 21 czerwca 1907 awansował na pułkownika i został przesunięty ze stanowiska komendanta baonu na stanowisko oficera sztabowego do specjalnych poruczeń. W kwietniu następnego roku został przeniesiony do Galicyjskiego Pułku Piechoty Nr 58 w Stanisławowie na stanowisko komendanta pułku. W lipcu 1912 został przeniesiony na stanowisko komendanta 23 Brygady Piechoty w Krakowie należącej do 12 Dywizji Piechoty. Na tym stanowisku 30 października 1912 awansował na generała majora ze starszeństwem z 1 listopada tego roku. W latach 1912–1913 wziął udział w mobilizacji sił zbrojnych Monarchii Austro-Węgierskiej, wprowadzonej w związku z wojną na Bałkanach. Na czele 23 Brygady Piechoty walczył z powodzeniem pod Księżomierzem i Bolechowem, a w trakcie walk odwrotowych - nad Sanem. Od 9 do 29 listopada 1914 dowodził północno-zachodnim odcinkiem twierdzy Kraków. 30 listopada tego roku objął dowództwo nad 89 Brygadą Piechoty Obrony Krajowej, z którą walczył w bitwie pod Limanową. 12 grudnia 1914 został komendantem 90 Brygady Piechoty Obrony Krajowej. Na jej czele walczył pod Tarnowem i Gorlicami. Od 27 stycznia do 24 marca 1915 sprawował obowiązki inspektora północno-zachodniego odcinka twierdzy Kraków. Od 3 do 18 kwietnia 1915, w zastępstwie Karola Durskiego-Trzaska, pełnił obowiązki komendanta Legionów Polskich. 1 maja 1915 został przeniesiony w stan spoczynku z równoczesnym powołaniem do służby czynnej na czas wojny. 3 listopada 1915 został mianowany tytularnym marszałkiem polnym porucznikiem. 1 stycznia 1917 został zwolniony z czynnej służby, ale 29 września tego roku został ponownie aktywowany i wyznaczony na stanowisko komendanta miasta Krakowa. Na tym stanowisku pozostał do 31 października 1918. W lipcu 1920 zgłosił się do służby w Wojsku Polskim, lecz nie został przyjęty.
Zmarł 19 lutego 1941 w Krakowie. Został pochowany na cmentarzu wojskowym przy ul. Prandoty (kwatera 5 woj.-wsch.-1).

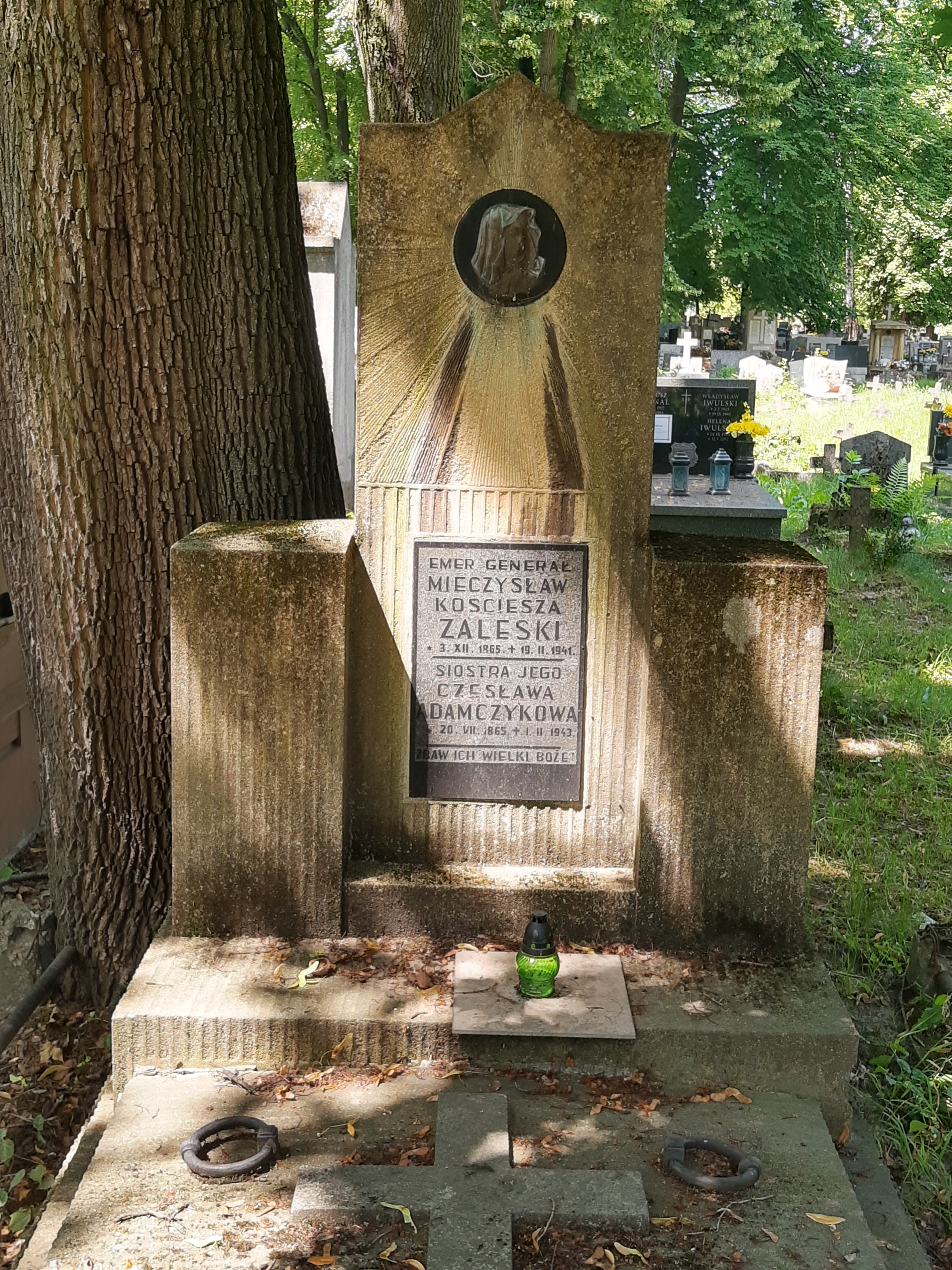
Grób Mieczysława Zaleskiego na cmentarzu przy Prandoty

## Ordery i odznaczenia
- Krzyż Rycerski Orderu Leopolda z mieczami i dekoracją wojenną[14]
- Order Korony Żelaznej 3 klasy[11]
- Krzyż Zasługi Wojskowej 3 klasy z dekoracją wojenną i mieczami[14]
- Krzyż Zasługi Wojskowej – 1905[15]
- Signum Laudis Brązowy Medal Zasługi Wojskowej na czerwonej wstążce[9]
- Krzyż za 25-letnią służbę wojskową dla oficerów[11]
- Brązowy Medal Jubileuszowy Pamiątkowy dla Sił Zbrojnych i Żandarmerii[9]
- Krzyż Jubileuszowy Wojskowy[9]
- Krzyż Pamiątkowy Mobilizacji 1912–1913[11]